# 趙漢暢
趙漢暢（韓語：조한창，1965年5月14日—）是韩国法律工作者，他于2024年12月26日根据国民力量党的推荐由国会提名，并于2025年1月1日由代理总统崔相穆正式任命为宪法法院法官。

## 早年生活和教育
趙漢暢1965年5月14日出生于京畿道水原市。于尙文高等學校毕业后，他就读于首尔国立大学法学院，并于1987年毕业。他于1986年通过了第28届司法资格考试。2004年，获得高丽大学知识产权法硕士学位。

## 早期司法生涯
趙漢暢的司法职业生涯始于1992年，他被任命为釜山地方法院东部分院法官。1994年进入釜山地方法院。1996年，他前往首尔地方法院議政府分院法官。1998年，他被调往水原地方法院。1999年重返首尔地方法院。2001年，他成为首尔高等法院法官。2002年，他担任大法院研修法官。2004年至2005年，他升任济州地方法院院长。
2006年，趙漢暢成为司法研究与培训学院的教授。2008年，他加入首尔中央地方法院担任院长。2011年调至水原地方法院平泽分院。2012年，担任釜山高等法院院长。并于2013年再次加入首尔高等法院，担任院长。2015年，担任首尔行政法院代理院长。2021年，趙漢暢离开法院，创办了自己的律师事务所。

## 韩国宪法法院法官
2024年12月6日，国民力量党宣布推荐趙漢暢出任宪法法院法官。12月24日，国会举行了关于趙漢暢提名的听证会，但遭到国民力量党抵制。12月26日，国会投票通过了趙漢暢、鄭桂先、马恩赫三名宪法法院法官的提名。2024年12月31日，代理总统崔相穆决定任命趙漢暢为宪法法院法官。他的任期于2025年1月1日正式开始。